# Herman Solander
Isak Herman Solander, född den 3 december 1843 i Norsjö socken, Västerbottens län, död den 30 juli 1882 i Härnösand,  var en svensk filolog och skolman.
Solander  blev filosofie kandidat vid Uppsala universitet 1866 samt filosofie doktor och docent i estetik där 1869. År 1867 lärare vid Uppsala privata elementarläroverk, utnämndes han 1875 till lektor i grekiska och teologi vid Umeå högre allmänna läroverk och förordnades från den l juli 1881 till rektor vid Härnösands högre allmänna läroverk.  Solander, som var en på många områden kunnig man, utgav bland annat Den teoretiska estetiken i Tyskland (gradualavhandling, 1866), I hvad mån liknar "Kungarne på Salamis" en antik tragedi? (1868) samt en översättning av Aischylos Den fjättrade Prometheus (1875). Under studieåren tillhörde han Namnlösa Samfundet.